# Lars Bill Lundholm
Lars Bill Lundholm, född 15 september 1948 i Enskede församling, Stockholm, är en svensk författare, manusförfattare och poet. Han är kanske mest känd för TV-serien Skärgårdsdoktorn.
Lundholm har skrivit en serie deckare med handlingen förlagd till olika delar av Stockholm.

### Dikter (utgivna under namnet Lars Lundholm)
- Spot: (dikter), Wahlström & Widstrand, Stockholm,  1978
- Regnräven: dikter, Wahlström & Widstrand, Stockholm,  1980
- Marmorstrupen: (dikt och bildsvit, med Örjan Wikström), Virgo, Stockholm,  1980
- Dunkerque: dikter, Wahlström & Widstrand, Stockholm,  1985

### Romaner
- So long, Isabelle, Stockholm : Wahlström & Widstrand, 1987, ISBN 91-46-15449-3.
- Skärgårdsdoktorn: den första sommaren, Stockholm : Forum, 1998, ISBN 91-37-11404-2.
- Skärgårdsdoktorn: kräftor och kvällsdopp, Stockholm : Forum, 1999, ISBN 91-37-11548-0.

### Detektivromaner
- Östermalmsmorden, Stockholm : Forum, 2002, ISBN 91-37-12015-8. Kommissarie Axel Hake med kolleger måste utreda mordet på en överklassflicka som brutalt blivit mördad i sitt hem. Polisteamet måste ta reda på vad som döljer sig bakom den fina fasaden och offret Cathrine, vem var hon egentligen?
- Södermalmsmorden, Stockholm : Forum, 2003, ISBN 91-37-12266-5. Utan identitetshandlingar och uppsvullen till oigenkännlighet hittas ett lik på Långholmen. Han har blivit sänkt i Pålsundskanalen och är fjättrad med en kätting. Den enda ledtråden som Axel Hake med kolleger har att gå på, är en tatuering som är offret har på sin ena arm.
- Kungsholmsmorden, Stockholm : Forum, 2005, ISBN 91-37-12490-0. Mitt under Axel Hakes skärgårdssemester kallas han in till Stockholm. Några barn har i parken, bakom rikspolisens högkvarter, hittat en mördad kvinna.
- Gamla Stan-morden, Stockholm: Lind & Co, 2009, ISBN 978-91-85801-70-1. Utanför sin lägenhet i Gamla stan hittas skådespelaren Peter Branting död. Axel Hake får det tufft när han både ska hantera pressen och sin chef Seymour Rilke, samtidigt som han försöker reda ut vad som hänt.
- Citymorden, Stockholm: Lind & Co, 2014. Tre maskerade rånare dödar och rånar människor i en tunnelbanevagn. Åker sedan till en nerlagde fabrikslokal. De sitter i en ring och lyssnar på Beatles-musik. Gråter.
- Skärgårdsmorden, Stockholm: Lind & Co, 2018. Kommissarie Jack Larssons dotter har slutat tala. Han åker ut till sin pappa i skärgården för att vara tillsammans med henne. Men en mördare går lös på Saxarön och den enda som kan lösa morden är han med sin kännedom om skärgården och polisarbete.
- Kvinnan utan hjärta (Skärgårdsmorden del 2), Stockholm: Lind & Co, 2020. Kriminalkommissarie Jack Larsson har levt under täckmantel som narkoman för att avslöja en seriemördare. Under infångandet misshandlade han två poliser vilket nästan förstörde operationen. Det gör att han nu är avstängd tills vidare.

### Detektivromaner för barn
- Kodnamn Sherlock (Barnens detektivbyrå), Känguru 2015.
- Operation Lejonhunden (Barnens detektivbyrå), Känguru 2016.

## Film- och TV-manus i urval
- 1983 – Andra dansen
- 1987 – Hästens öga (TV-serie)
- 1987 – I dag röd (TV-serie)
- 1987 – Lysande landning (TV-serie)
- 1987 – Träff i helfigur (TV-serie)
- 1989 – Den svarta cirkeln (TV-serie)
- 1990 Fiendens Fiende  (TV-serie)
- 1990 – Apelsinmannen
- 1990 – Barnens detektivbyrå (TV-serie)
- 1993 – Blueprint (TV-serie)
- 1993–1997 – Snoken (TV-serie)
- 1994 – Fallet Paragon (TV-serie)
- 1995 – Vendetta
- 1995 – Zero Kelvin
- 1996 – Zonen (TV-serie)
- 1997–2000 – Skärgårdsdoktorn (TV-serie)
- 1999 – Insider (TV-serie)
- 2000 – Aberdeen
- 2002 – Skeppsholmen (TV-serie)
- 2002 – Olivia Twist (TV-serie)
- 2005 – Cato Isaksen Deckare(TV-serie)
- 2010 – Kommissarie Winter (TV-serie)
- 2011 – Det lömska nätet
- 2013 – Wallander